# Glischropus tylopus
Glischropus tylopus är en fladdermusart som först beskrevs av George Edward Dobson 1875. Glischropus tylopus ingår i släktet Glischropus och familjen läderlappar. Internationella naturvårdsunionen kategoriserar arten globalt som livskraftig.
Inga underarter finns listade i Catalogue of Life. Wilson & Reeder (2005) skiljer mellan två underarter.
Djuret har en absolut kroppslängd av cirka 75 mm, inklusive en 28 till 38 mm lång svans och vikten ligger vid 3,5 till 5,5 g. Underarmarna är 29 till 35 mm långa och öronen är 9 till 11 mm stora. Kroppen är täckt av lång och fluffig päls. Kännetecknande är tjocka vita eller rosa trampdynor på fötterna och tummen. Artens huvud är inte lika avplattat som hos släktet Tylonycteris.
Denna fladdermus förekommer i Sydostasien från östra Myanmar, centrala Laos och centrala Vietnam till Sumatra, Borneo, västra Filippinerna och Halmahera. Individerna vilar i bergssprickor, i ihåliga bambustjälkar och bakom stora blad.